# کارهای ناشایست جولیا
کارهای ناشایست جولیا (انگلیسی: Julia Misbehaves) یک کمدی رمانتیک آمریکایی به کارگردانی جک کانوی است که در سال ۱۹۴۸ منتشر شد.

## بازیگران
- گریر گارسون
- والتر پیجن
- پیتر لافورد
- الیزابت تیلور
- سزار رومرو
- لوسیل واتسون
- نایجل بروس
- ماری بولند
- رجینالد اوئن
- هنری استیونسون
- جیمز فینلیسون
- اوبری متر
- ایان ولف
- فریتس فلد
- ودا ان برگ